# Spycimierz-Kolonia
Spycimierz-Kolonia – wieś w Polsce położona w województwie łódzkim, w powiecie poddębickim, w gminie Uniejów. Na terenie wsi znajdują się 3 bunkry z okresu II wojny światowej.
W latach 1975–1998 miejscowość administracyjnie należała do województwa konińskiego.